# Karine Roy
Karine Roy-Lavrut – francuska zapaśniczka walcząca w stylu wolnym. Srebrna medalistka mistrzostw świata w 1992 i brązowa w 1991. Piąta na mistrzostwach Europy w 1996. Pierwsza na mistrzostwach Francji w 1990, 1991, 1992 i 1996; druga w 1997; trzecia w 1994 i 1995 roku.